# لین چائو چون
لین چائو چون (انگلیسی: Lin Chao-chun؛ زادهٔ ۳۱ اکتبر ۱۹۷۲) بازیکن فوتبال اهل چین است.
وی همچنین در تیم ملی فوتبال زنان تایوان بازی کرده‌است.